# 拉塞勒盖尔谢斯
拉塞勒盖尔谢斯（法語：La Selle-Guerchaise，法語發音：[la sɛl ɡɛʁʃɛz]）是法国伊勒-维莱讷省的一个市镇，属于富热尔-维特雷区。

## 地理
拉塞勒盖尔谢斯（47°56'38"N, 1°10'22"W）面积2.14 平方千米，位于法国布列塔尼大區伊勒-维莱讷省，该省份为法国西北部沿海省份，位于布列塔尼半岛东部，北濒大西洋，西接阿摩尔滨海省和莫尔比昂省，南至大西洋卢瓦尔省，西南端接曼恩-卢瓦尔省，东临马耶讷省，东北与芒什省接壤。
与拉塞勒盖尔谢斯接壤的市镇（或旧市镇、城区）包括：塞什河畔阿瓦耶、拉内、屈耶、方丹库韦尔特。

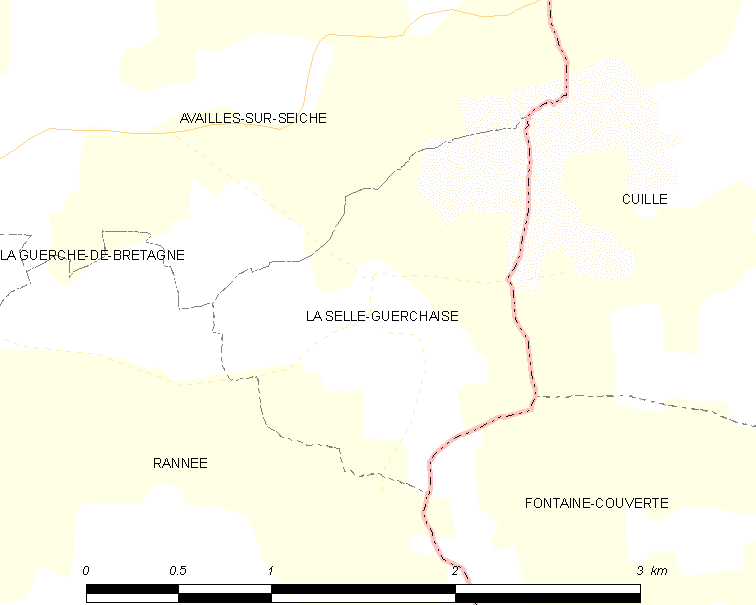
拉塞勒盖尔谢斯的OSM定位图

拉塞勒盖尔谢斯的时区为UTC+01:00、UTC+02:00（夏令时）。

## 行政
拉塞勒盖尔谢斯的邮政编码为35130，INSEE市镇编码为35325。

## 政治
拉塞勒盖尔谢斯所属的省级选区为布列塔尼地区拉盖尔什县。

## 人口

1962-2008年间拉塞勒盖尔谢斯人口变化图示

拉塞勒盖尔谢斯于2022年1月1日时的人口数量为153人。